# Televisión Dominicana
Televisión Dominicana es una cadena de televisión en Estados Unidos orientada a los residentes dominicanos y latinos en el país. Esta cadena es operada por Hemisphere Media Group. Sus oficinas y estudios se encuentran en Nueva York, lugar donde se hacen algunos programas, y otros programas de República Dominicana.

## Programación
La mayoría de sus programas son de diversos canales de televisión dominicanos, tanto de farándula y entretenimiento como periodísticos, afiliados con Noticias SIN. Es el canal oficial del concurso de belleza Miss República Dominicana, en este canal se elige a la candidata dominicana residente en Estados Unidos de dicho certamen, y en algunas ocasiones ha sido el canal oficial de los Premios Soberano, de Estados Unidos.

## Programas
- El Show del Mediodía
- El Show de Stevero
- Básquetbol Dominicano
- Béisbol Dominicano
- Chévere Nights
- Con Jatnna
- De aquí pa'lla con El Pachá
- El Informe
- Nuria Piera
- La Lleva
- Encuentro latino
- El show de Felipe Polanco
- Miss República Dominicana
- Such is Life
- Más Roberto
- Noche de Luz
- Uno + Uno